# Tre Valli Varesine 1929
La Tre Valli Varesine 1929, undicesima edizione della corsa, si svolse il 4 agosto 1929. La vittoria fu appannaggio dell'italiano Ambrogio Morelli, che completò il percorso in 6h42'00", precedendo i connazionali Alessandro Catalani e Allegro Grandi.

## Ordine d'arrivo (Top 10)
| Pos. | Corridore           | Squadra         | Tempo    |
| ---- | ------------------- | --------------- | -------- |
| 1    | Ambrogio Morelli    | Gloria          | 6h42'00" |
| 2    | Alessandro Catalani | Wolsit          | s.t.     |
| 3    | Allegro Grandi      | Bianchi-Pirelli | s.t.     |
| 4    | Alfredo Bovet       | -               | s.t.     |
| 5    | Riccardo Proserpio  | -               | s.t.     |
| 6    | Learco Guerra       | Maino           | s.t.     |
| 7    | Aldo Rivano         | -               | s.t.     |
| 8    | Alfonso Crippa      | La Rafale       | s.t.     |
| 9    | Battista Visconti   | -               | s.t.     |
| 10   | Giovanni Averardi   | -               | s.t.     |